# Judy Chicago
Judy Chicago, född Judy Cohen den 20 juli 1939 i Chicago, Illinois, är en amerikansk feministisk konstnär och författare. Hon är mest känd för sitt verk The Dinner Party (1974–1979). Boken med samma namn som beskriver konstverket utkom 1996. Konstverket bevaras numera på Brooklyn Museum.
Hon är uppvuxen i en judisk familj i Chicago. Hon studerade vid University of California, Los Angeles. När hon bytte efternamn till Chicago, tog hon modell av svarta pantrarna, vilka uppfattade ett namnbyte som ett politiskt ställningstagande.
År 1971 skapade hon det fotolitografiska verket Red Flag som föreställer en naken kvinnas underliv och det ena benet skymt av en hand som drar ut en använd tampong ur henne. Verket har uppmärksammats för att det är ett så sällsynt konstnärligt verk föreställande en aktivitet som är frekvent förekommande bland människor.